# Nik Emch

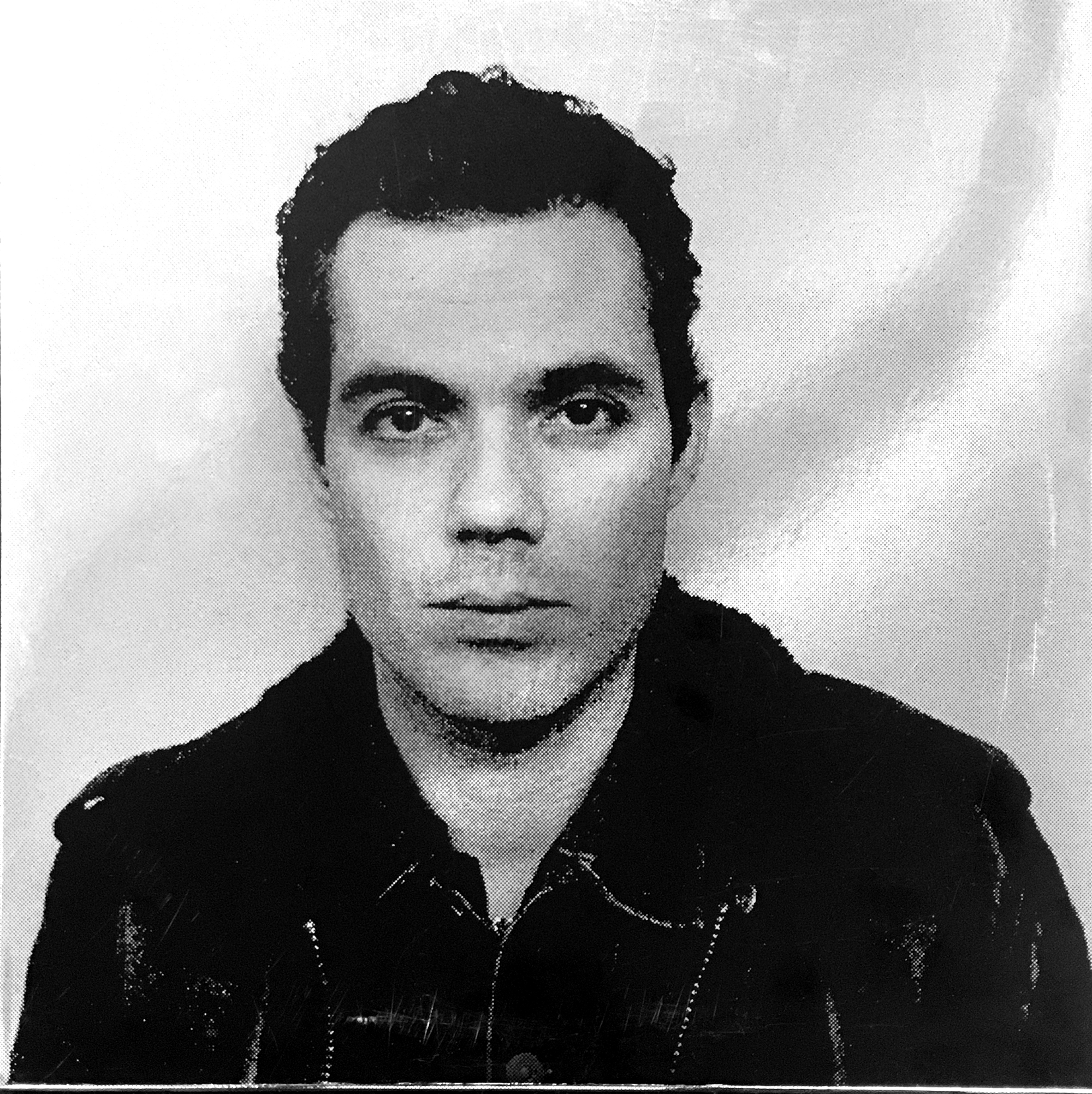
Nik Emch

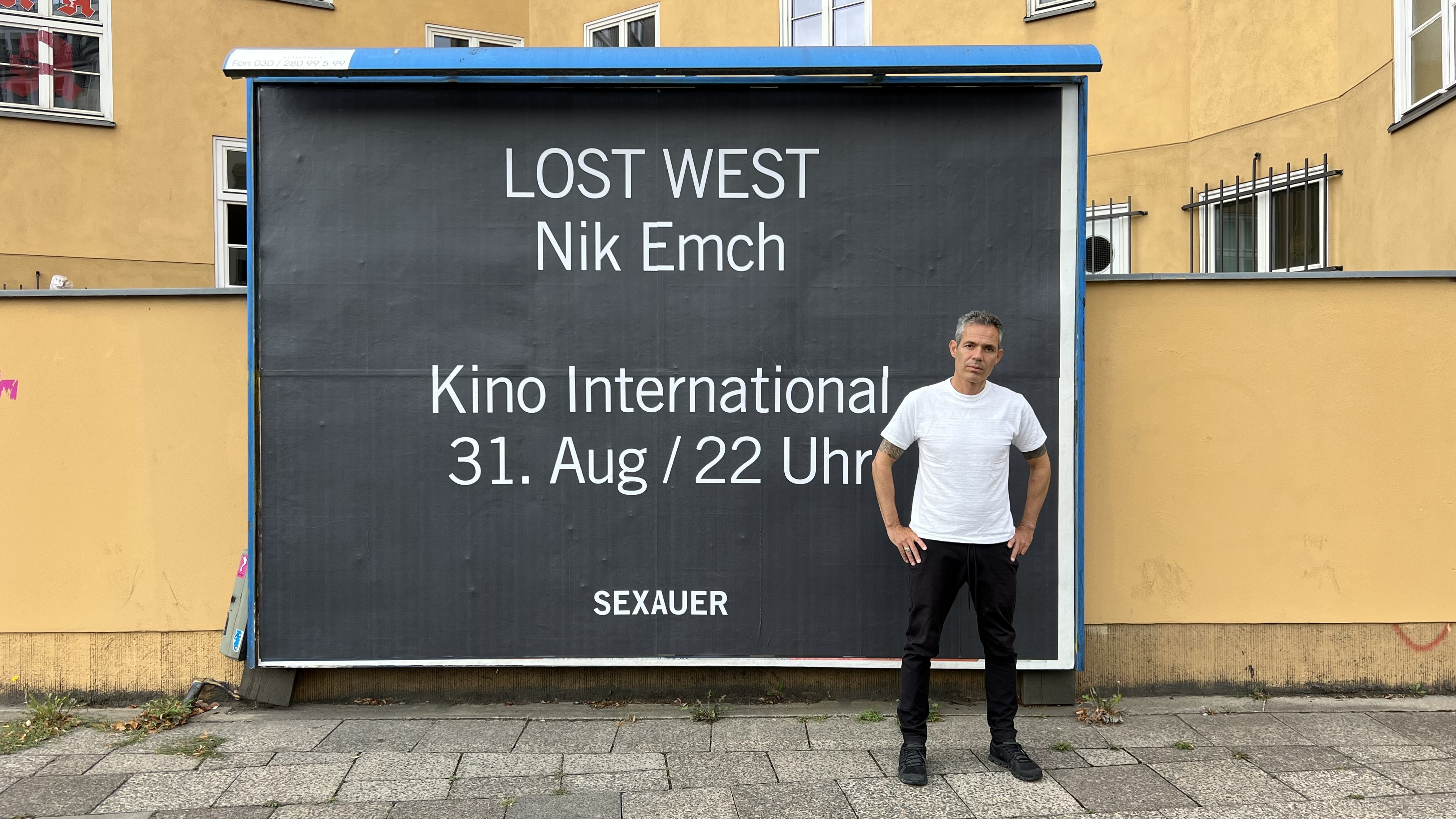
Nik Emch, Lost West Premiere in Berlin, 2022

Nik Emch (* 29. Juni 1967 in Bern) ist ein Schweizer Grafiker, Musiker, Bildender und Performance-Künstler.

## Leben
Nach dem Besuch der Rudolf-Steiner-Schule Zürich studierte er Grafik an der Kunstgewerbeschule Zürich. Weiter bildete er sich als Gitarrist aus, u. a. bei Michel Seigner und am Konservatorium Zürich. Während des Studiums 1984 bis 1989 gründete er zusammen mit dem Comiczeichner und Sänger Thomas Ott die Punkrock-Band „Playboys“. Parallel zu deren Auftritten hatte Emch schon einige Einzelausstellungen.
Ab 1992 begann Nik Emch mit Airbrush und der Farbe Cyan zu experimentieren. Es folgten Einzel- und Gruppenausstellungen im Kunsthaus Zürich, Helmhaus Zürich, der Galerie Art Magazin und der Galerie Susan Wyss. Er bekam dreimal den Eidgenössischen Preis für freie Kunst. Mehrere Werke wurden von der Kunstsammlung der Stadt Zürich, vom Kanton Zürich und vom Migros Museum für Gegenwartskunst Zürich angekauft.
1994 gründete Nik Emch zusammen mit Laurent Goei Minimetal. In dieser Formation, als Kunst-Punk-Musik-Projekt, entwickelten sie von 1994 bis 2014 eine eigene Performances-Sprache, die sie als Soundsculpture bezeichnen. Die Performances von Minimetal wurden in besetzten Häusern, Off-Spaces, Galerien, Theatern und Kunsthäusern gezeigt. 2001 bis 2004 zeigte Nik Emch eine Reihe Soundsculptures unter dem Titel „999“ im Kunstraum Walcheturm, im Blauen Saal und im Migros Museum für Gegenwartskunst Zürich.

## Künstlerische Arbeiten
1994 komponierte Nik Emch 11 Punk-Rock-Songs. Dadurch entstand eine lange Zusammenarbeit mit dem Künstler und Freund Laurent Goei. Die elf Songs (11 Mantras) sind Grundlage für viele Performances von Minimetal zwischen 1994 und 2014.
Mit diesem Verständnis erarbeitete Nik Emch 2001 bis 2004 die Soundskulpturen 999. Darin beschäftigte sich der Künstler mit der Inszenierung von Schlagzeug, Gitarre und Bass – den drei Instrumenten des Rock. Abschluss und Zusammenführung dieser drei Performances war die Performance „neun DJs“ im Migros Museum für Gegenwartskunst Zürich.
2011 komponierte Nik Emch 12 neue Songs für zwei Gitarren. Er ergriff nach 30 Jahren Spiel auf der elektrischen Gitarre (Gibson SG) die akustische Gitarre (Guild), um damit den Beginn (oder das Ende) der Rockmusik zu erforschen. Inspiriert von Duncan MacDougall heißt das neue Projekt 21 Grams.

### Einzel- und Gruppenausstellungen (Auswahl)
- 1997: Museum zu Allerheiligen Schaffhausen
- 1997: Museé cantonal des beaux-arts Lausanne
- 1998: Schirn Kunsthalle Frankfurt
- 1998: Kunsthaus Zürich
- 1998: Migros Museum für Gegenwartskunst
- 1999: Museum Haus Konstruktiv Zürich

### 1999: Kunsthalle Zürich
- 1999: Helmhaus Zürich
- 2008: Kunstraum Walcheturm, Zürich
- 2010: Message Salon Zürich[8]
- 2018: Kunsthaus Zürich

### 999 – Soundsculptures (Auswahl)
- 2001: 9 Drums Kunstraum Walcheturm, Zürich
- 2002: 9 Guitars Blauer Saal, Zürich
- 2003: 9 Bass Migros Museum für Gegenwartskunst, Zürich
- 2004: 9 Dj's Migros Museum für Gegenwartskunst, Zürich

### Minimetal – Soundsculptures (Auswahl)
- 1998: Velvet Underground Kunsthaus Zürich, Kurator Bice Curiger
- 2003: Voodoo dans la sud de la france Swiss Institute New York, Kurator Marc-Olivier Wahler
- 2008: Kill them all Centre Culturel Suisse, Paris F, featuring Martin Ain, Intendanz Klaus Herge[9]
- 2008: Acid Galerie Nicola von Senger
- 2008: Kill them all in paradise Galerie Hard Hat, Genf, featuring Martin Ain, Kurator Fabrice Stroun und Balthasar Lovay
- 2008: Acid Swiss Institute New York, Kurator Gianni Jetzer[10]
- 2010: Super biker girl Theaterhaus Gessnerallee, Intendanz Niels Ewerbeck und Katja Loepfe[11]
- 2010: Never hang around Avant Art Festival Wrocław Polen, Kurator Kostas Georgakopulos
- 2010: Problems Art Stations Foundation, Stary Browar Poznań, Polen, Intendanz Joanna Lésnierowska und Gilles Jobin[12]
- 2011: Problems Stadtgalerie Bern, Kurator Anja Braun
- 2013: Never hang around Theatre Arsenic, Festival Les Urbaines, Lausanne, Kurator Patrick de Rham

### Nik Emch – Filmmusik
- 2019: Kingdom Regie: Bettina Oberli, Drehbuch: Thomas Ritter[13]

### Musikalbum für die Kinoleinwand
- 2021 Lost West,[14] Kino Kosmos Zürich Vorpremiere[15]

## Preise
- 1997: Eidgenössisches Stipendium für freie Kunst, Schweiz
- 1998: Eidgenössisches Stipendium für freie Kunst, Schweiz
- 1999: Kunststipendium der Stadt Zürich CH
- 1999: Eidgenössisches Stipendium für freie Kunst, Schweiz